# Дейблер, Теодор
Теодор Дейблер (нем. Theodor Däubler; 17 августа 1876, Триест, Австро-Венгрия ‒ 14 июня 1934, Санкт-Блазиен) — австрийский писатель
, поэт  и теоретик искусства.
Считается предшественником немецкого экспрессионизма.

## Биография
Сын коммерсанта. Служил в австро-венгерской армии, учился и жил в Италии. Совершил множество поездок в Европу, на Ближний Восток и в Египет. В Париже был близок к поэтам-символистам. В 1914‒1918 годах примкнул к экспрессионизму. 
В космогонической поэме «Северное сияние» (1910) проповедовал религиозные идеи. В сборниках стихов «Оды и песни» (1913), «Гимны Италии» (1915), «Аттические сонеты» (1924), в книге ритмической прозы «Звёздный ребёнок» (1917), «Священная гора Афон» (1923) воспевал искусство, природу, интимные переживания и «видения». Ему принадлежат также новеллы и развлекательные романы.

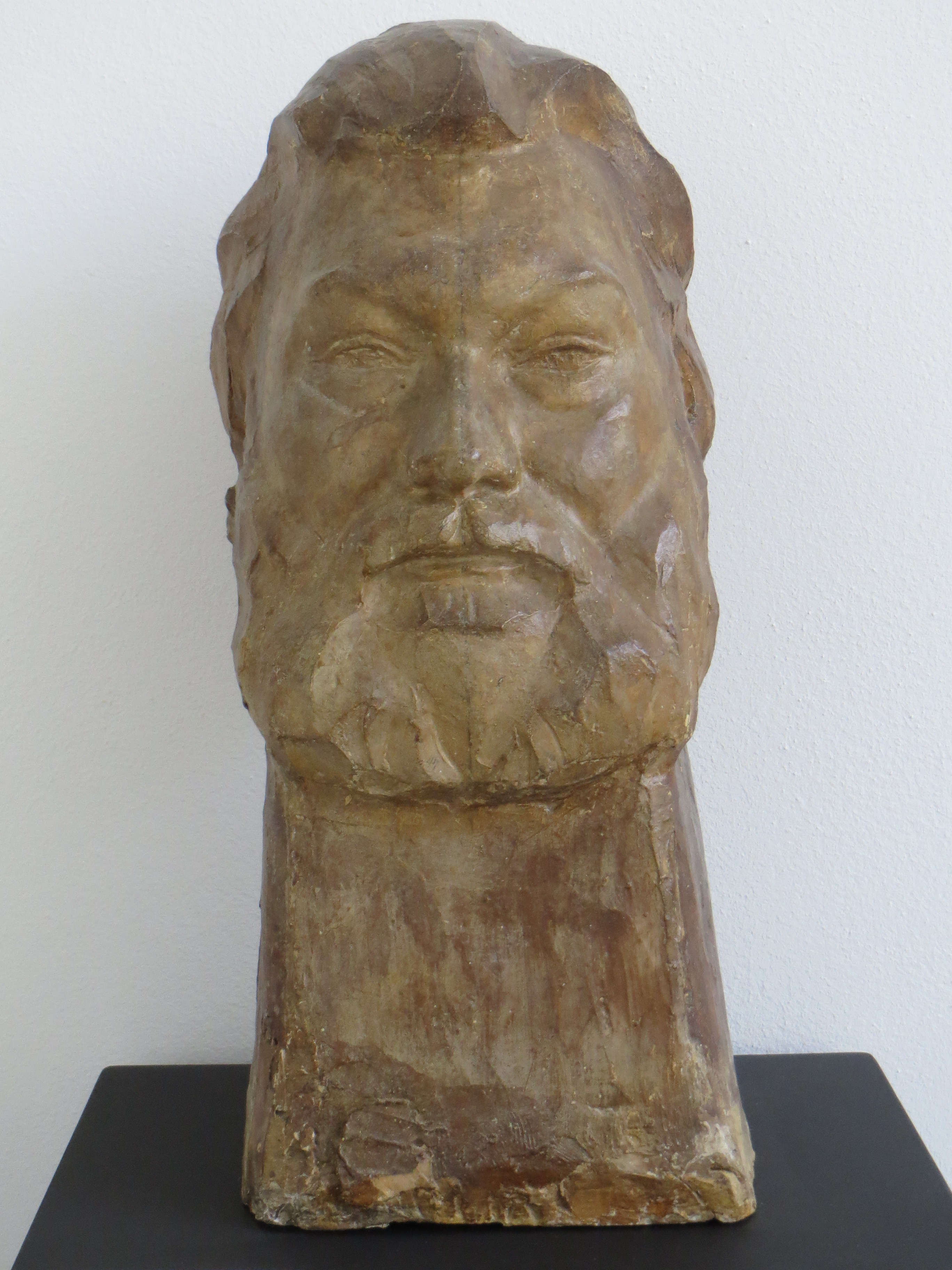
Бюст Дейблера